# معجم ابن الأعرابي
معجم ابن الأعرابي أحد كتب الحديث النبوي، ألفه أحمد بن محمد بن زياد بن بشر بن الأعرابي.

## نبذه عن الكتاب
هذا الكتاب وما كتب على طريقته يعرف عند علماء الحديث بالمعجم، والمعجم كتاب يذكر فيه المصنف الأحاديث مرتبة على حروف المعجم على ترتيب الصحابة أو الشيوخ أو البلدان، وقد رتبها المصنف في هذا الكتاب على ترتيب مشايخه. بدأ المصنف براوية من اسمه محمد، وهي عادة الأكثرين ممن يجمع الحديث على طريقة المعاجم، وإنما يفعلون ذلك تيمنًا باسم النبي محمد، وبعد الانتهاء منها أورد أحاديث من اسمه أحمد، وذلك لنفس الغرض. لم يلتزم المصنف الصحة في الأحاديث التي أوردها، وكذا لم يجعلها في موضوع واحد، بل كانت في موضوعات متعددة. لم يتكلم على الأحاديث تصحيحًا وتضعيفًا، وكذا لم يتناولها بالشرح والتعليق. لم يقتصر على إيراد المرفوع فحسب، بل ذكر المرفوع والموقوف والمقطوع، وقد بلغ جملة ما أورده من نصوص (2390) نصًّا.

## وصلات خارجية
- تحميل معجم ابن الأعرابي من المكتبة الشاملة
- تحميل معجم ابن الأعرابي من المكتبة الوقفية